# Berberis rotunda
Berberis rotunda là một loài thực vật có hoa trong họ Hoàng mộc. Loài này được J.F.Macbr. mô tả khoa học đầu tiên năm 1934.